# Company of Strangers (Colin Hay)
Company of Strangers è il settimo album in studio da solista del cantante australiano Colin Hay, pubblicato nel 2002.

## Tracce
1. I Got Woken Up - 3:40
2. Small Town Big Hell - 4:24
3. Lucky Bastard - 4:02
4. Company of Strangers - 4:47
5. No Win Situation - 3:00
6. Dear J - 3:17
7. Small Price To Be Free - 4:55
8. How Long Will It Last - 3:38
9. Lifeline - 3:51
10. Don't Wait Up - 5:26
11. Beautiful World - 3:40
12. And If You Only Knew - 3:05